# 24-й саміт G8
24-й саміт Великої вісімки — зустріч на вищому рівні керівників держав Великої вісімки, проходив 15-17 травня 1998 року в місті Бірмінгем (Англія, Велика Британія).

## Учасники
| Core G7 members   |                   |                 |                 |
| Учасник           | Учасник           | Представляє     | Посада          |
| Канада            | Канада            | Жан Кретьєн     | Прем'єр-міністр |
| Франція           | Франція           | Жак Ширак       | Президент       |
| Німеччина         | Німеччина         | Гельмут Коль    | Канцлер         |
| Італія            | Італія            | Романо Проді    | Прем'єр-міністр |
| Японія            | Японія            | Хасімото Рютаро | Прем'єр-міністр |
| Велика Британія   | Велика Британія   | Тоні Блер       | Прем'єр-міністр |
| США               | США               | Білл Клінтон    | Президент       |
| Європейський Союз | Європейський Союз | Жак Сантер      | Президент ЄС    |
| Росія             | Росія             | Борис Єльцин    | Президент       |